# Juggernaut (film 1974)
Juggernaut è un film del 1974 diretto da Richard Lester e interpretato da Richard Harris, Omar Sharif, David Hemmings, Anthony Hopkins e Shirley Knight. Richard Lester ha assunto la direzione del film dopo che Bryan Forbes e Don Medford hanno abbandonato il progetto in fase di pre-produzione.

## Trama
In mezzo all'oceano Atlantico agitato, 1200 passeggeri a bordo del transatlantico Britannic, sono minacciati da Juggernaut, un misterioso attentatore che chiede al governo britannico un riscatto da 500.000 sterline in cambio delle istruzioni per disinnescare sette potenti ordigni esplosivi a tempo piazzati all'interno della nave. Una squadra di artificieri, guidata dall'esperto Anthony Fallon, viene paracadutata a bordo per tentare di neutralizzare le bombe prima che esplodano, nel frattempo un sovrintendente di Scotland Yard, la cui famiglia è sulla nave, cerca di identificare l'attentatore.